# Fränkische Group
Die Fränkische Group SE (Eigenschreibweise: FRÄNKISCHE) ist die Konzernobergesellschaft eines Kunststoffrohrherstellers mit Hauptsitz in Königsberg in Bayern.
Wesentliche operative Gesellschaften sind die Fränkische Rohrwerke Gebr. Kirchner GmbH & Co. KG und die Fränkische Industrial Pipes GmbH & Co. KG sowie deren Tochtergesellschaften. Der Konzern ist an weltweit 16 Produktions- und Vertriebsstandorten vertreten und gilt als weltweit erster Hersteller von Wellrohren.
Das Unternehmen ist seit 1919 in vollständigem Besitz der Familie Kirchner.

## Geschichte
1906 wurden die Fränkische Isolierrohr- und Metallwaren-Werke Gg. Schäfer & Cie. in Schweinfurt gegründet. Drei Jahre später trat Otto Konrad Kirchner mit einem seiner Brüder als stiller Teilhaber ein. Nachdem ein Brand die Isolierrohrfabrik bis auf die Grundmauern zerstört hatte, siedelte das Unternehmen 1912 nach Königsberg in Franken um, wo es noch heute seinen Hauptsitz hat.
1919 ging das Unternehmen vollständig in den Besitz der Familie Kirchner über und wurde 1921 in Fränkische Isolierrohr- und Metallwaren-Werke Gebr. Kirchner Königsberg in Bayern umbenannt. Im Jahr 1946 starb Otto Kirchner mit 62 Jahren im Internierungslager Hammelburg. Ende 1948 wurde die seit 1945 bestehende amerikanische Treuhänderschaft über das Werk beendet und das Unternehmen an Dr. Auguste Kirchner, die Witwe Otto Kirchners, übergeben. Mit ihrer Entscheidung für den Werkstoff Kunststoff stellte die promovierte Chemikerin die Weichen für die Zukunft: In Königsberg wurden in den 1950er Jahren das weltweit erste flexible Elektroinstallationsrohr aus Metall und das erste endlos produzierte, flexible Kunststoff-Wellrohr gefertigt. Mit der Herstellung des ersten gewellten, endlos produzierten Dränrohrs aus Kunststoff 1961 veränderte Fränkische die Dräntechnik grundlegend. Ab 1977 firmierte das Unternehmen als „Fränkische Rohrwerke Gebr. Kirchner GmbH & Co. KG“.
Im Jahr 2006 übernahm der Gründerenkel Otto Kirchner sämtliche Anteile von seinen Familien-Mitgesellschaftern und führte das Unternehmen als alleiniger Gesellschafter. Unter seiner Leitung begann die Internationalisierung. 2008 erfolgte die Verselbstständigung der Fränkische Industrial Pipes GmbH & Co. KG als 100-prozentige Tochtergesellschaft. Im Sommer 2021 übergab Otto Kirchner den Vorsitz der Geschäftsführung an seinen Sohn Julius Kirchner. Seit 1. Mai 2023 sind die Fränkische Rohrwerke Gebr. Kirchner GmbH & Co. KG und die Fränkische Industrial Pipes GmbH & Co. KG 2023 als Schwestergesellschaften unter dem gemeinsamen Dach der Fränkische Group SE tätig.

## Fränkische Rohrwerke
Die Fränkische Rohrwerke Gebr. Kirchner GmbH & Co. KG entwickelt und produziert die unterschiedlichsten Rohre, Zubehör sowie Systemkomponenten für die Bereiche Drainage Systeme, Elektro Systeme und Haustechnik. Die 100-prozentige Tochtergesellschaft der Fränkische Group SE hat ihren Hauptsitz im unterfränkischen Königsberg.

## Fränkische Industrial Pipes
Die Fränkische Industrial Pipes GmbH & Co. KG wurde 2008 als eigenständige Tochtergesellschaft für den Bereich Automotive und Industrieprodukte aus Fränkische Rohrwerke Gebr. Kirchner GmbH & Co. KG ausgegliedert. Die Kernkompetenz des Unternehmens liegt in der Entwicklung und Produktion innovativer Produkt- und Systemlösungen für Kunststoffrohre im Automobil- und Industriesektor, mit Schwerpunkt im Bereich Kühlanwendungen. An insgesamt 9 Standorten in Deutschland, Rumänien, Tschechien, China, Marokko, Mexiko, Indien und den USA arbeiten ca. 4.400 Mitarbeitenden in Produktion, Vertrieb und Verwaltung.

## Standorte
Das Unternehmen unterhält Standorte in Marokko (Bouskoura/Casablanca), Mexiko (Silao/Guanajuato), USA (Rochester Hills), China (Anting/Shanghai, Changshu), Pune (Indien), Deutschland (Königsberg i. Bay., Schwarzheide, Bückeburg), Frankreich (Torcy-le-Grand), Großbritannien (St.-Leonards-on-Sea), Italien (Mailand), Österreich (Wels), Rumänien (Cluj), Spanien (Yeles/Toledo) und Tschechien (Okříšky).

## Produkte
Das Unternehmen ist spezialisiert auf die Entwicklung und Herstellung von Rohren, Schächten und Systemkomponenten aus Kunststoff und Metall und bietet Lösungen für Hochbau, Tiefbau, Automotive, Industrie und Bahn.
Der Geschäftsbereich Drainage-Systeme hat seinen Schwerpunkt auf Regenwassermanagement, Verkehrswegeentwässerung, Gebäudedrainage, landwirtschaftliche Dränung, Kabelschutz erdverlegt sowie Garten- und Landschaftsbau.
Der Bereich Elektrosysteme bietet Glatt- und Wellrohre aus Kunststoff oder Metall, die Strom-, Signal- und Datenleitungen schützen. Dabei liegt der Fokus auf Systemen und Produkten für Elektroinstallation im Erdreich und Gebäude, ökologisches Bauen, erneuerbare Energien, Breitbandausbau, Elektromobilität und zukunftssicheres Bauen.
Der Geschäftsbereich Haustechnik liefert verschiedene Rohre und Zubehörteile für die Trinkwasser- und Heizungsinstallation, die kontrollierte Wohnraumlüftung sowie Flächenheiz- und Kühlsysteme.
Der Bereich Automotive ist Entwicklungspartner von Wellrohren und konfektionierter Systeme, Schutzschläuche sowie medienführender Leitungssysteme für Automobile – wie beispielsweise Spritzwasserleitungen, Batteriekühlung oder Tankentlüftung.
Die Produkte des Bereichs Industrie sind für den Schutz sowie für die Bündelung und Ordnung von Kabeln und Leitungen konzipiert. Diese sind resistent gegen extremste Belastungen wie Hitze, Feuchtigkeit und Abrieb sowie andere chemische und mechanische Einflüsse und werden beispielsweise in der Medizintechnik, Telekommunikation, Sanitärtechnik, Robotik und Bahntechnik eingesetzt.